# Mark Kirk
Mark Steven Kirk (født 15. september 1959 i Champaign) er en amerikansk republikansk politiker. Han var medlem af USA's senat valgt i Illinois fra 2010 til 2017. Han var medlem af Repræsentanternes Hus i perioden 2001–2010.